# Aéroport international de Dayton
L'aéroport international de Dayton (code IATA : DAY • code OACI : KDAY) est situé à 16 km (10 mi) au nord du centre-ville de Dayton, dans le comté de Montgomery en l'état de l'Ohio